# Philippe Vasset
Philippe Vasset, né le 7 juin 1972, est un journaliste et écrivain français.

## Biographie
Il est titulaire de deux maîtrises (philosophie et géographie - université Paris-IV) et d'un master de la School of Advanced International Studies de la Johns Hopkins University à Baltimore (Maryland). Il travaille depuis 2001 pour Indigo Publications, où il a successivement été rédacteur en chef d'Africa Energy Intelligence de 2003 à 2007 puis, à partir de janvier 2007, rédacteur en chef d'Intelligence Online. En septembre 2015, il devient directeur de l'ensemble des rédactions d'Indigo Publications, à savoir La Lettre A, Africa Intelligence (La Lettre du Continent, La Lettre de l'Océan Indien, Maghreb Confidentiel, Africa Energy Intelligence et Africa Mining Intelligence) et Intelligence Online. Le 20 avril 2020, lors du lancement de Africa Intelligence dans sa nouvelle formule quotidienne, Philippe Vasset en devient le rédacteur en chef.
Lauréat du prix du Jeune écrivain 1993, il est l'auteur de plusieurs romans et d'un récit d'investigation (Un livre blanc). Dans la foulée de ce dernier ouvrage, il crée avec les artistes Xavier Courteix et Xavier Bismuth l'Atelier de géographie parallèle. Ce collectif, qui cherche à ouvrir de nouvelles perspectives à la géographie, s’intéresse particulièrement aux zones blanches, ces lieux indéterminés, en marge des villes, sur lesquels les cartes IGN restent muettes. 
Il a collaboré à la cellule enquête du Nouvel Obs entre 2012 et 2014, et, depuis 2013, au service enquête de Vanity Fair. 
Il a été pensionnaire de l'Académie de France à Rome - Villa Médicis de 2014 à 2015. Philippe Vasset a par ailleurs participé à l'écriture du scénario du film Chien de guerre, réalisé par Fabrice Cazeneuve en 2014. Le film raconte l'histoire d'un jeune sous-officier français d’origine algérienne engagé en Afghanistan et qui malgré son désir de revenir à une vie normale accepte une mission de mercenariat proposée par Michael, un ancien camarade de combat. Le film est acheté par le géant américain Netflix en 2017.

## Œuvres
- Exemplaire de démonstration : Machines, I. Paris, Éditions Fayard, 2003, 140 p.  (ISBN 978-2213614564)
- Carte muette : Machines, II. Paris, Éditions Fayard, 2004, 126 p.  (ISBN 978-2213620671)
- Bandes alternées. Paris, Éditions Fayard, 2006, 108 p.  (ISBN 978-2213626888)
- Un livre blanc.  Paris, Éditions Fayard, 2007, 144 p.  (ISBN 978-2213634111)
- Journal intime d'un marchand de canons.  Paris, Éditions Fayard, 2009, 180 p.  (ISBN 978-2213642833)
- Journal intime d'une prédatrice.  Paris, Éditions Fayard, 2010, 200 p.  (ISBN 978-2213655543)
- La Conjuration.  Paris, Éditions Fayard, 2013, 230 p.  (ISBN 978-2213672465)[5], sélectionné pour la première liste du Prix Interallié[6], deuxième liste du Prix Médicis[7], première liste du Prix Renaudot[8], liste du Prix Wepler[9]
- La Légende, Paris, Éditions Fayard, 2016.
- Une vie en l’air, Paris, Éditions Fayard, 2018.
- Arme de déstabilisation massive, Paris, Éditions Fayard, 2017. Co-écrit avec Pierre Gastineau.
- Conversations secrètes. Le monde des espions, Paris, Editions Fayard, 2020. Co-écrit avec Pierre Gastineau.
- A cappella, Paris, Éditions Flammarion, 2023
- Journal intime d'un maître-chanteur, Paris, Éditions Flammarion, 2024

Contributions à des ouvrages collectifs
- « Politiques du care » /sous la direction de Clotilde Viannay et Philippe Vasset, Multitudes no 37-38, sept. 2009.  (ISBN 978-2354800543)

Il a également participé au numéro « C4rte » de la revue Le Corps du texte.
Il a participé à l'écriture du scénario du téléfilm Chien de guerre avec le réalisateur Fabrice Cazeneuve.